# Sinagoga Beth Israel di Portland

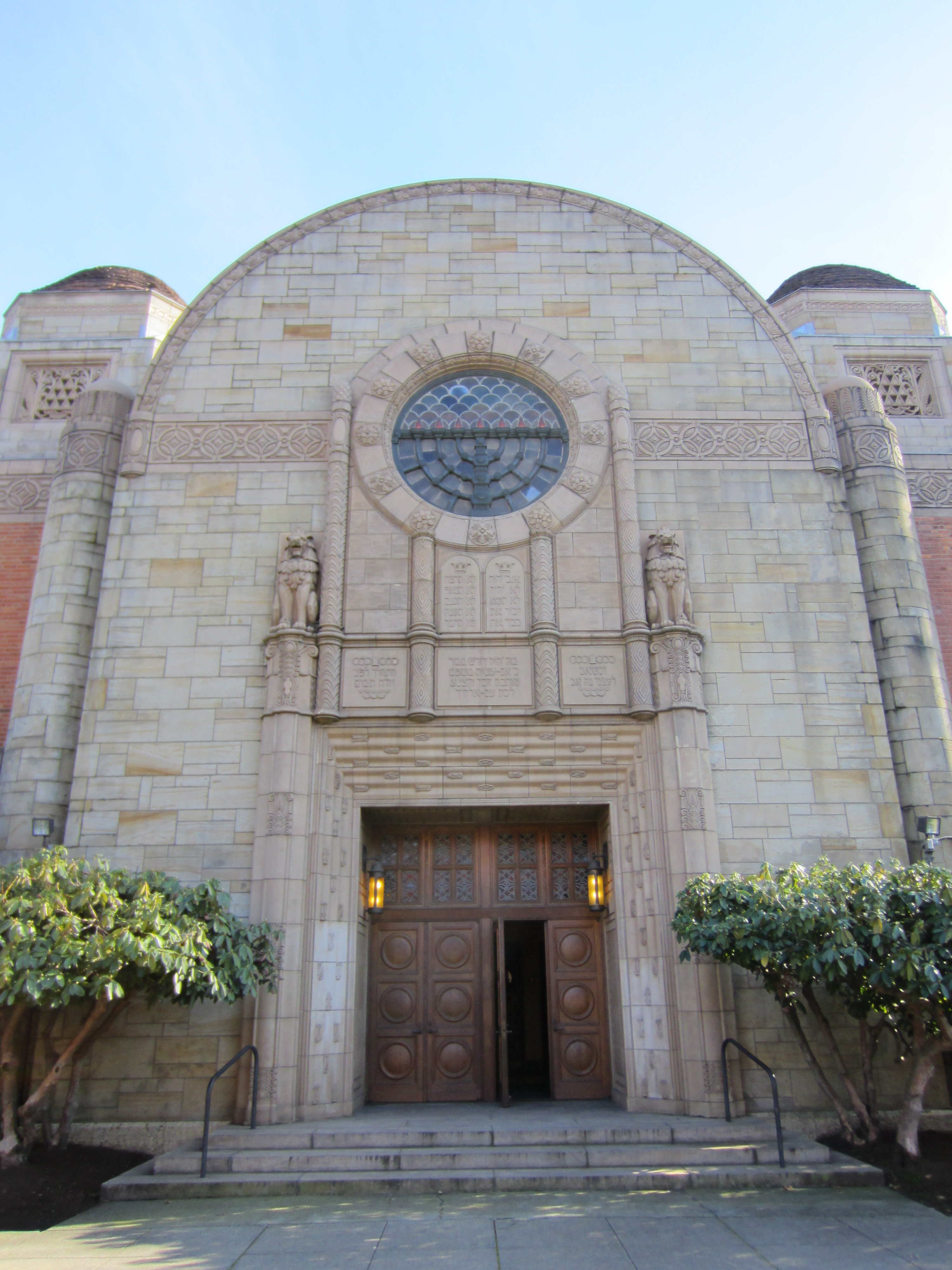
La facciata

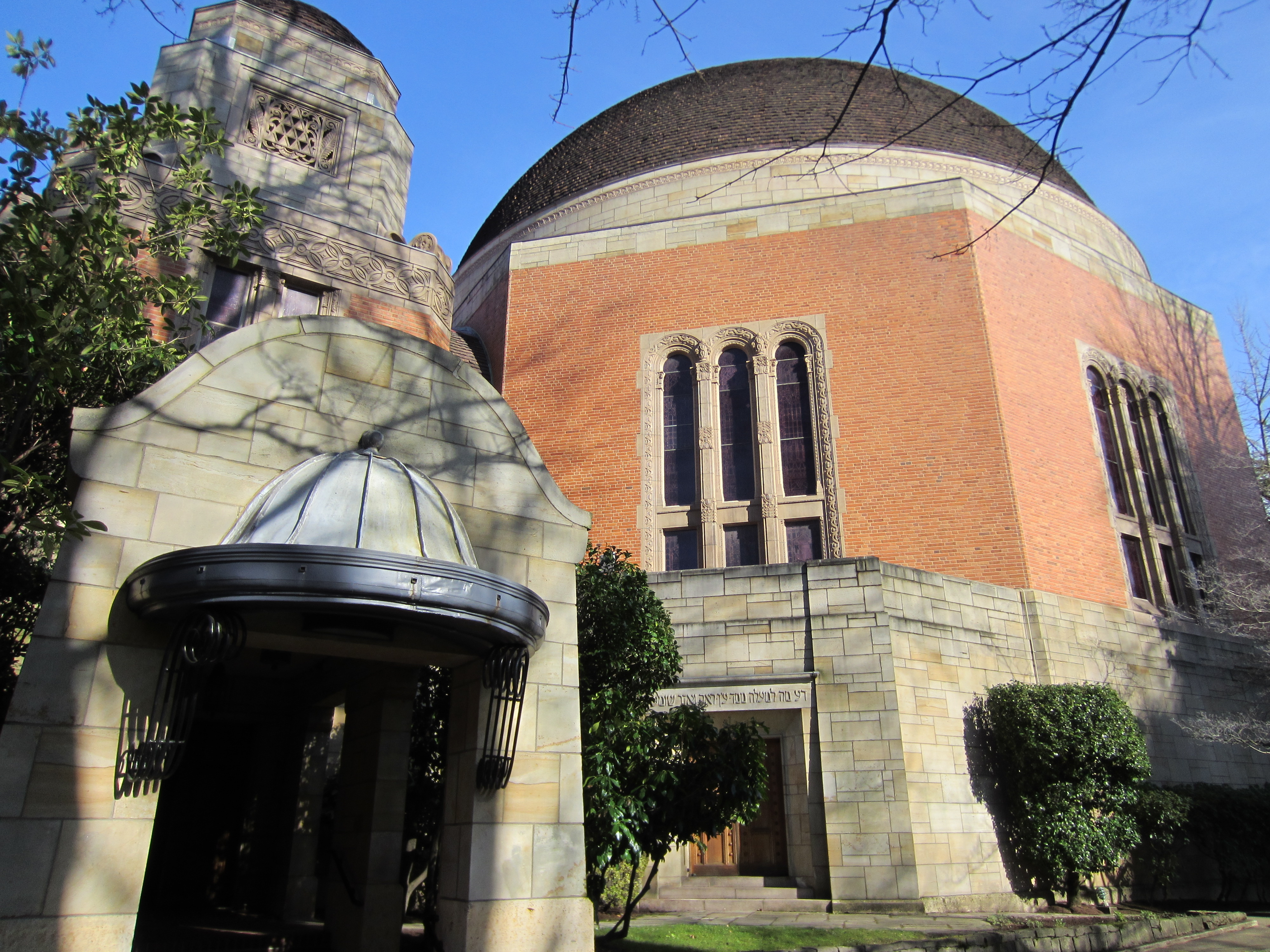
Visione laterale

La sinagoga Beth Israel di Portland, costruita nel 1927-1928, è una sinagoga monumentale situata a Portland, in Oregon.

## Storia e descrizione
Nel 1858 la congregazione Beth Israel nacque non solo come prima congregazione ebraica di Portland, ma come prima dell'intero Stato dell'Oregon. Nel 1889 la congregazione aveva costruita una sinagoga monumentale, la sinagoga vecchia Beth Israel di Portland, andata distrutta in un incendio doloso il 29 dicembre 1923.
Nel 1927 si mise mano alla costruzione della nuova sinagoga. L'anno successivo i lavori furono completati e la cerimonia di inaugurazione si tenne nell'aprile 1928.
L'edificio è considerato uno dei migliori esempi di architettura bizantina nel nord-ovest degli Stati Uniti ed è stato aggiunto al National Register of Historic Places. Sotto la grande cupola, il corpo dell'edificio è in mattoni rossi con una facciata in pietra grigia. Una grande vetrata circolare si trova sopra l'ingresso principale, con un'altra sul lato opposto del palazzo; altre vetrate decorano le pareti laterali a gruppi di due o tre. All'interno della sala di preghiera ottagonale, l'occhio è attratto verso l'arca santa inserita in una alcova con pannelli in legno. Le porte dell'arca sono in legno intagliato, dorate. Sopra l'arca è l'organo che inquadra una vetrata circolare con il simbolo della menorah. Motivi bizantini sono dipinte sulla parete sopra la finestra e canne d'organo. Sulla piattaforma a sinistra è il tivah (scrivania del lettore), semplicemente scolpita in legno. Numerosi lampadari appesi al soffitto illuminano la sala. Nel santuario possono trovar posto oltre mille persone.
Oggi, la sinagoga è tuttora attiva al servizio della congregazione Beth Israel di Portland.